# Burning Heart (Survivor)
 Burning Heart è un singolo della rock band statunitense Survivor, pubblicato per la colonna sonora del film Rocky IV nell'autunno del 1985. Si piazzò al secondo posto della Billboard Hot 100 per due settimane consecutive nel febbraio del 1986, dietro That's What Friends Are For di Dionne & Friends.
Il gruppo ricevette la richiesta di comporre il brano dall'attore protagonista Sylvester Stallone, che aveva molto apprezzato il lavoro fatto con il singolo Eye of the Tiger nel precedente capitolo della saga, Rocky III del 1982. Il testo fa riferimento alla Guerra fredda in atto tra Stati Uniti e Unione Sovietica. I due autori Jim Peterik e Frankie Sullivan affermarono di essersi ispirati alla rivalità descritta nel film tra Rocky Balboa e il pugile russo Ivan Drago.
In origine, la canzone avrebbe dovuto intitolarsi The Unmistakable Fire. Fu Sylvester Stallone a suggerire a Jim Peterik di cambiare il titolo; lo stesso Stallone suggerì anche di modificare le parole iniziali del ritornello da "In the human heart just about to burst" ("nel cuore umano in procinto di scoppiare") in "In the burning heart just about to burst" ("nel cuore ardente in procinto di scoppiare").
Il brano è stato nuovamente inciso da Jimi Jamison e pubblicato come singolo nel 1999.

## Video musicale
Il video musicale della canzone mostra i Survivor mentre si esibiscono su un palco, alternati con alcune scene estratte dal film Rocky IV.

## Tracce
7" Single Scotti 100 14 040
7" Single Scotti Brothers / CBS 6608
1. Burning Heart – 3:51
2. Feels Like Love – 3:20

12" Maxi Scotti 120 14 020
1. Burning Heart – 3:51
2. Eye of the Tiger (versione di Rocky IV) – 3:46
3. Feels Like Love – 3:20

## Classifiche

### Classifiche settimanali
| Classifica (1985/86)          | Posizione massima |
| ----------------------------- | ----------------- |
| Australia                     | 55                |
| Austria                       | 6                 |
| Belgio (Fiandre)              | 1                 |
| Canada                        | 14                |
| Europa                        | 1                 |
| Finlandia                     | 2                 |
| Francia                       | 2                 |
| Germania                      | 6                 |
| Giappone                      | 46                |
| Giappone (international)      | 1                 |
| Irlanda                       | 2                 |
| Italia                        | 5                 |
| Paesi Bassi                   | 2                 |
| Regno Unito                   | 5                 |
| Stati Uniti                   | 2                 |
| Stati Uniti (mainstream rock) | 11                |
| Svezia                        | 5                 |
| Svizzera                      | 1                 |

### Classifiche di fine anno
| Classifica (1986) | Posizione |
| ----------------- | --------- |
| Belgio (Fiandre)  | 19        |
| Francia           | 17        |
| Germania          | 30        |
| Italia            | 47        |
| Paesi Bassi       | 12        |
| Stati Uniti       | 8         |
| Svizzera          | 15        |